# Aristide Cavaillé-Coll
Aristide Cavaillé-Coll (født 4. februar 1811, død 13. oktober 1899) var en fransk orgelbygger. Han anses som en af de fremmeste orgelbyggere i 1800-tallet. Hans banebrydende håndværk og design lagde en solid standard for orgelbyggeriet videre ind i starten af 1900-tallet. Orgelbyggerbevægelsen forsøgte at vende tilbage til barokstilen inden for orgelbygning, men mod slutningen af 1900-tallet blev Cavaillé-Colls design igen mode. Efter hans død videreførte svigersønnen, Charles Mutin, håndværkstraditionen ind i det 20. århundrede.

## Biografi
Cavaillé-Coll blev født i Montpellier, Frankrig i en familie med en lang række af orgelbyggere. Han viste tidlig et stort talent for mekanisk design, hvilket han udviklede til udsøgt håndværk under konstruktionen og byggeriet af sine verdensberømte instrumenter. Det siges, at orgelbygningen inddeles i tiden før og tiden efter Cavaillé-Coll. Han byggede "symfoniske orgler", hvilket indebærer at orglerne kan genskabe lyde og toner fra andre instrumenter, og kombinere dem. Hans største og mest berømte orgel er i Saint-Sulpice, i Frankrig. Med sine 100 stemmer og fem manualer er dette instrumentet en kandidat til UNESCOs liste over verdens kultur- og naturarvsteder.
Cavaillé-Coll var velkendt for sine økonomiske problemer. Bygningen af hans orgler, som ikke havde sidestykke på den tiden, var ikke nok til at balancere bedriftens økonomi. I 1898 arvede hans svigersøn, Charles Mutin, bedriften. Han fortsatte med orgelbygning, men i løbet af 2._verdenskrig var bedriften så godt som forsvundet.

## Orgler byggede af Cavaillé-Coll

### I Frankrig
- Caen: Église de Ste.-Étienne
- Carcassonne: St. Michel
- Épernay: Saint-Pierre Saint Paul
- Lyon: St. François-de-Sales
- Orléans:  Cathédrale du Saint-Croix
- Mazamet Eglise Saint-Sauveur
- Paris: Église Saint-Roch
- Paris: Église de la Madeleine
- Paris: Notre-Dame-de-la-Croix
- Paris: American Cathedral in Paris
- Paris: Notre Dame de Paris
- Paris: Sainte Clotilde
- Paris: Saint-Sulpice (av François-Henri Clicquot, rekonstrueret og forbedret af Cavaillé-Coll)
- Paris: Saint-Vincent-de-Paul
- Paris: Église de la Sainte-Trinité
- Paris: Église Saint-Jean-de-Montmartre (flyttet fra École Sacré-Cœur de la Ferrandière, Lyon)
- Paris: Basilique du Sacré-Cœur
- Paris: Val-de-Grâce - kapellorgel
- Courbevoie (nær Paris): Église Saint-Maurice de Bécon  Arkiveret 17. maj 2014 hos  Wayback Machine
- Perpignan: Katedralen
- Rouen: St. Ouen
- Saint-Denis: Klosterkirken Saint-Denis
- Toulouse: Saint-Sernin
- Trouville-sur-Mer: Église Notre-Dame des Victoires
- Lavaur: Saint-Alan
- Rabastens: Notre-Dame-du-Bourg

### I Spanien
- Lekeitio: Basílica de La Asunción de Nuestra Señora
- Madrid: San Francisco el Grande Basilica
- Alegia: San Juan
- Azkoitia: Santa María
- Azpeitia: Basílica de Loyola
- Getaria (Guetaria): San Salvador
- Irún: Santa María
- Mutriku (Motrico): Santa Catalina
- Oiartzun: San Esteban
- Pasaia (Pasajes)
- San Sebastián (Donostia): Résidence de Zorroaga
- San Sebastián (Donostia): San Marcial d’Altza
- San Sebastián (Donostia): Santa María del Coro
- San Sebastián (Donostia): Santa Teresa
- San Sebastián (Donostia): San Vicente
- Urnieta: San Miguel
- Vidania (Bidegoyan), San Bartolomé

### I Storbritannien
- Warrington: Parr Hall (England)
- Franborough: St Michael's Abbey
- Manchester Town Hall
- Jersey: Highlands (Channel Islands)
- Paisley: Paisley Abbey

### I Nederlandene
- Haarlem: Philharmonie
- Amsterdam: Augustinuskerk  Arkiveret 13. marts 2014 hos  Wayback Machine
- Amsterdam: Joannes en Ursulakapel Begijnhof

### I Venezuela
- Caracas: Iglesia de la Parroquia San Francisco. Used for regular service.
- Caracas: Iglesia de la Parroquia Altagracia (Inoperative)
- Caracas: Iglesia de la Parroquia Santa Teresa. Used for regular service.
- Caracas: Iglesia de la Parroquia San José (In a delicate situation)
- Caracas: Parroquia La Encarnación del Valle. After several decades of silence, it's been played regularly since in 2011.
- Los Teques: Catedral

### Øvrige
- Valparaíso, Chile: Iglesia de los Sagrados Corazones (1872)
- København, Danmark: Jesuskirken (1890)
- Moskva, Russland: Moskvakonservatoriets store hall (installeret af Charles Mutin)
- Mazatlán, Mexico: Catedral Basílica de la Inmaculada Concepción
- Fuji, Japan: Haus Sonnenschein http://haussonnen.jugem.jp/
- Campinas i Brasil: Catedral Metropolitana.
- Lorena, Brasil: Catedral Nossa Senhora da Piedade
- Roma, Italia: Chapel of the Casa Santa Maria of the Pontifical North American College
- Lujan, Argentina. Basilica de Lujan.
- Campo Largo, Pr -Brasil - Igreja Matriz de Nossa Senhora da Piedade